# Pływanie synchroniczne na Letnich Igrzyskach Olimpijskich 2000 – drużyny
Drużyny kobiet były jedną z dwóch konkurencji w pływaniu sychronicznym jakie rozegrano podczas XXVII Letnich Igrzysk Olimpijskich w Sydney. Konkurencja została rozegrana w Sydney International Aquatic Centre w dniach 28 - 29 września 2000 r.
Do rywalizacji przystąpiło 8 zespołów. 
Na końcowy wynik składa się 35% oceny uzyskanej za program techniczny oraz 65% oceny za program dowolny.

## Wyniki
| Pozycja | Kraj              | Zawodniczki | Runda techniczna | Rudna dowolna | Łącznie |
| ------- | ----------------- | --- | ---------------- | ------------- | ------- |
| złoto   | Rosja             | Jelena Azarowa, Olga Brusnikina, Marija Kisielowa, Olga Nowokszczenowa, Irina Pierszyna, Jelena Soja, Julija Wasiljewa, Olga Wasiukowa, Jelena Antonowa | 98,800           | 99,333        | 99,146  |
| srebro  | Japonia           | Ayano Egami, Raika Fujii, Yoko Isoda, Rei Jimbo, Miya Tachibana, Miho Takeda, Yoko Yoneda, Yuko Yoneda, Juri Tatsumi                                    | 98,600           | 99,000        | 98,860  |
| brąz    | Kanada            | Lyne Beaumont, Claire Carver-Dias, Erin Chan, Cathrine Garceau, Fanny Létourneau, Kristin Normand, Jacinthe Taillon, Reidun Tatham, Jessica Chase       | 96,533           | 97,800        | 97,357  |
| 4.      | Francja           | Cinthia Bouhier, Virginie Dedieu, Charlotte Fabre, Myriam Glez, Rachel le Bozec, Myriam Lignot, Charlotte Massardier, Magali Rathier                    | 96,467           | 96,467        | 96,467  |
| 5.      | Stany Zjednoczone | Carrie Barton, Tammy Cleland-McGregor, Anna Kozlova, Kristina Lum, Elicia Marshall, Tuesday Middaugh, Heather Pease-Olson, Kim Wurzel, Bridget Finn     | 95,800           | 96,267        | 96,104  |
| 6.      | Włochy            | Giada Ballan, Serena Bianchi, Mara Brunetti, Chiara Cassin, Maurizia Cecconi, Alice Dominici, Alessia Lucchini, Clara Porchetto, Giovanna Burlando      | 94,267           | 95,667        | 95,177  |
| 7.      | Chiny             | Hou Yingli, Jin Na, Li Min, Li Rouping, Li Yuanyuan, Wang Fang, Xia Ye, Zhang Xiaohuan, Li Zhen                                                         | 94,333           | 94,733        | 94,593  |
| 8.      | Australia         | Tracey Davis, Kelly Geraghty, Amanda Laird, Katrina Orpwood, Rachel Ren, Cathryn Wightman, Naomi Young, Dannielle Liesch, Irena Olevsky                 | 89,667           | 89,400        | 89,493  |